# Tracy (Missouri)
Tracy é uma cidade localizada no estado americano de Missouri, no Condado de Platte.

## Demografia
Segundo o censo americano de 2000, a sua população era de 213 habitantes.
Em 2006, foi estimada uma população de 210, um decréscimo de 3 (-1.4%).

## Geografia
De acordo com o United States Census Bureau tem uma área de
0,6 km², dos quais 0,6 km² cobertos por terra e 0,0 km² cobertos por água. Tracy localiza-se a aproximadamente 249 m acima do nível do mar.

## Localidades na vizinhança
O diagrama seguinte representa as localidades num raio de 16 km ao redor de Tracy.